# 甘肃日报
甘肃日报是中共甘肃省委机关报，也是覆盖全省范围的综合性黨報。1949年9月1日创刊。

## 历史沿革
1949年7月，中共甘肃省委组建时即确定创办机关报，并开始筹备工作。1949年9月1日，《甘肃日报》正式创刊，实行社长负责制。首任社长兼总编辑为阮迪民，副社长兼副总编辑叶滨。创刊号由时任第一野战军司令员彭德怀题写报名并签发。同年12月1日，《甘肃日报》正式采用毛泽东亲笔题写的报名，并沿用至今:190。
1955年，改为总编辑负责制，阮迪民任总编辑，刘爱芝曾代理总编辑。1967年1月，报社编委会被文化大革命造反派夺权，《甘肃日报》停刊。1月17日，《甘肃日报》被改换报头后复刊，原编委会解体。8月8日，《甘肃日报》再次停刊。8月18日，兰州军区对甘肃日报社实行军事管制，顾立清任组长。8月22日，《甘肃日报》复刊。此后成立革委会和党委。1978年7月，文化大革命结束后重新成立编委会，同时撤销党委会和革委会。刘爱芝、流萤等历任总编辑。
1999年2月，改为社长负责制，石星光任社长:191。

## 副刊
《甘肃日报》的副刊包括“生活”、“文化时空”、“百花”、“纪事观察”、“东西南北”等版面。
其中最知名的是文艺副刊“百花”副刊。它创刊于1956年9月，曾改名。1978年11月5日复名，为692期。

## 版面与印刷
创刊时为对开2版，黑白铅字印刷。1988年7月1日，引进首台胶印轮转机，改为胶版印刷。
1991年至2010年，《甘肃日报》每日出版4至8个对开版面。2011年改扩版后，每个工作日出版12个对开版面。2012年以后，每个工作日出版16个对开版面，双休日出版4个对开版面。

## 发行量
《甘肃日报》1954年的发行量是3.7万份，1955年增加到4万份，1956年增加到8.1万份。1978年平均期发份数稳定在26万份至27万份。1990年底的期发数为22.3万份。
2004年发行量为12.7万份；2005年为12.2万份；2006年为13万份；2007年为13.1万份；2008年为13.6万份；2009年为13.2万份。

## 荣誉
2018年，报纸入选2017年全国百强报纸推荐名单。

## 历任总编辑
| 姓名   | 任期                  | 备注 |
| ------ | --------------------- | ---- |
| 蓝云夫 | 1989年3月－1991年12月 |      |
| 冯兴儒 | 1991年12月－1995年8月 |      |
| 邓元秋 | 1995年8月－2001年12月 |      |
| 赵长才 | 2002年7月－2005年11月 |      |
| 杨德禄 | 2006年6月－2008年7月  |      |
| 马克利 | 2009年5月－？         |      |
| 巩炜   |                       |      |